# Olimpiada Ivanova
Olimpiada Vladimirovna Ivanova (ryska: Олимлиада Владимироввна Иванова), född den 26 augusti 1970, är en rysk, tjuvasjisk, före detta friidrottare som tävlade i gång.
Ivanova deltog vid VM 1997 på 10 km gång där hon ursprungligen blev silvermedaljör men sedan diskvalificerad för dopning. Hon var tillbaka till VM 2001 i Edmonton där hon blev guldmedaljör på 20 km gång på tiden 1:27.48. Året efter deltog hon vid EM i München där hon även denna gång vann, då på tiden 1:26.42. 
Vid OS 2004 slutade Ivanova tvåa bara fyra sekunder efter den grekiska hemmafavoriten Athanasia Tsoumeleka. Hennes sista internationella mästerskap var VM 2005 i Helsingfors där hon åter blev världsmästare på 20 km gång på tiden 1:25.41. Tiden innebar ett nytt världsrekord på 20 km gång, ett rekord som stod sig fram tills Olga Kaniskina slog det 2008.